# Belíssima
Belíssima es una telenovela brasileña producida y transmitida por TV Globo, entre 7 de noviembre de 2005 y 8 de julio del año 2006, con un total de 209 capítulos, sustituyendo a la novela América y fue reemplazada por Páginas de la vida.
Escrita por Silvio de Abreu, con la colaboración de Sérgio Marques y Vinicíus Vianna, dirigida por Flávia Lacerda, Gustavo Fernández y Natalia Grimberg, con la dirección general de Denise Saraceni, Carlos Araújo y Luiz Henrique Rios sobre núcleo de Denise Saraceni.
Protagonizada por Gloria Pires, Tony Ramos y Cláudia Abreu, con las participaciones antagónicas de la primera actriz Fernanda Montenegro, Letícia Birkheuer y Marcello Antony. Cuenta con las actuaciones estelares de los primeros actores Pedro Paulo Rangel, Vera Holtz y Lima Duarte. Además de las actuaciones de Claudia Raia, Reynaldo Gianecchini y la participación especial de Henri Castelli y del primer actor Gianfrancesco Guarnieri.
Con escenas grabadas en Grecia, Belíssima aborda el universo de la belleza y la dictadura de la apariencia ante la sociedad actual.

## Sinopsis
La lujosa marca de ropa íntima Belíssima fue creada por Stella, una glamorosa y afamada modelo internacional quien muere prematuramente dejando a sus hijos Julia (Glória Pires) y Pedro (Henri Castelli) en manos de su aristocrática abuela Bia (Fernanda Montenegro). Julia intenta mantener el grupo de empresas y agradar a la abuela Bia quien la menosprecia y siempre le recuerda que no es tan bella y seductora como la madre. Para empeorar la relación entre abuela y nieta, Julia se enamora de André, un humilde operario de la fábrica, a quien Bia odia por atreverse a enamorar a su nieta. André logra que Julia recupere su autoestima, mellada por tanta crítica de su abuela, y descubre dentro de sí misma una hermosa mujer. Pedro, por su parte, se va a Grecia. Allá se casa y se establece como chef de su propio restaurante. Nikos (Tony Ramos) es el gran aliado de Pedro y su esposa en Grecia y es que la pareja le recuerda su pasado: su esposa escapó a Brasil con su hijo a quien aún no conoce. En Sao Paulo la esposa de Nikos, Katina (Irene Ravache) vive con sus tres hijos y su esposo el turco Murat y sus nietos. El caserío será escenario de muchos líos, romances, enredos, y sobre todo, de mucha comedia involucrando a sus moradores y vecinos. Entre estos personajes principales hay relaciones ocultas, secretos bien guardados que le dan el toque de misterio a la historia.

## Reparto
| Actor/Actriz            | Personaje                    |
| ----------------------- | ---------------------------- |
| Glória Pires            | Júlia Falcão Assumpção       |
| Fernanda Montenegro     | Beatriz "Bia" Falcão         |
| Cláudia Abreu           | Vitória Rocha Assumpção      |
| Marcello Antony         | André Santana                |
| Tony Ramos              | Nikos Petrakis               |
| Lima Duarte             | Murat Güney                  |
| Irene Ravache           | Katina Solomos Güney         |
| Cláudia Raia            | Safira Solomos Güney         |
| Reynaldo Gianecchini    | Pascoal da Silva             |
| Letícia Birkheuer       | Érica Assumpção              |
| Marina Ruy Barbosa      | Sabina Rocha Assumpção       |
| Carmen Verônica         | Mary Montilla                |
| Íris Bruzzi             | Guida Guevara                |
| Pedro Paulo Rangel      | Argemiro "Gigi" Falcão       |
| Leopoldo Pacheco        | Cemil Solomos Güney          |
| Camila Pitanga          | Mônica Santana               |
| Alexandre Borges        | Alberto Sabatini             |
| Vera Holtz              | Ornela Sabatini              |
| Marcos Palmeira         | Gilberto Moura               |
| Henri Castelli          | Pedro Assumpção              |
| Cauã Reymond            | Mateus Güney                 |
| Paola Oliveira          | Giovanna Güney Sabatini      |
| Bianca Comparato        | Maria João Güney de Oliveira |
| Vladimir Brichta        | Narciso Solomos Güney        |
| Maria Flor              | Taís Junqueira Güney         |
| Carolina Ferraz         | Rebeca Cavalcanti            |
| Mônica Torres           | Karen                        |
| Cacá Carvalho           | Jamanta (Ariovaldo da Silva) |
| Lívia Falcão            | Regina da Glória Teixeira    |
| Jussara Freire          | Flávia Tosca                 |
| Marcelo Médici          | Fladson Rodrigues            |
| Sheron Menezes          | Dagmar de Sousa              |
| Nelson Xavier           | Bento Pereira                |
| Ivone Hoffmann          | Matilde                      |
| Nicola Siri             | Ciro Laurenza                |
| Ítalo Rossi             | Dr. Fernando Medeiros        |
| Carlos Takeshi          | Takae Shigeto                |
| Gianfrancesco Guarnieri | Pepe Molina                  |
| Serafim Gonzalez        | Aquilino "Quiqui" Santana    |
| Guilherme Weber         | Freddy Schneider             |
| Leona Cavalli           | Valdete Pereira              |
| Thiago Martins          | Tadeu Rocha                  |
| Ada Chaseliov           | Esther Schneider             |
| Lui Mendes              | Lourenço                     |
| Enrica Duncan           | Soraya Güney                 |
| Leonardo Carvalho       | Edmilson                     |
| Angelita Feijó          | Yvete Barroso                |
| Giácomo Pinotti         | Djulian                      |
| Juliana Kametani        | Susy Shigeto                 |
| Eduardo Hashimoto       | Ernesto Shigeto              |
| Juliana Martins         | Kika                         |
| Via Negromonte          | Diva Pacheco / Divina        |
| Vitor Morosini          | Isaac Güney Schneider        |
| Thomaz Veloso           | Toninho                      |

## Reparto Especial
| Actor/Actriz            | Personaje                               |
| ----------------------- | --------------------------------------- |
| Marcos Palmeira         | Delegar Gilberto Moura                  |
| Henri Castelo           | Pedro Assunpção                         |
| José Steinberg          | Muniz                                   |
| Leona Cavalli           | Valdete Pereira                         |
| Gianfrancesco Guarnieri | Pepe Molina                             |
| Adriana Esteves         | Stella Assumpção (voz)                  |
| Fábio Assunção          | Marcelo Assumpção (voz)                 |
| Isabela Garcia          | Norma Souza e Silva                     |
| Marcella Valente        | Cristina Moura (Cris)                   |
| Laura Cardoso           | Dona Lídia                              |
| Tony Tornado            | Isaltino de Sousa                       |
| Graziella Moretto       | Madalena de Oliveira Güney              |
| Tony Correia            | Nuno de Oliveira                        |
| Teca Pereira            | Rita                                    |
| Juliana Martins         | Kika                                    |
| Emílio Pitta            | Dr. Natanael                            |
| Júlio Rocha             | Paulão                                  |
| Luiz Carlos Persy       | Investigador                            |
| Sandro Rocha            | Investigador                            |
| Daniel Erthal           | Lucas                                   |
| Victor di Mello         | Humberto Moraes                         |
| Rosaly Papadopol        | Ariane                                  |
| Alby Ramos              | Juventino                               |
| Bruno Perillo           | Rogério                                 |
| Viétia Zangrandi        | Marta                                   |
| Mauro Salvatore         | Marco                                   |
| Monique Lafond          | Tereza                                  |
| Alexandre Schumacher    | Roberto                                 |
| Ricardo Pavão           | Juca                                    |
| Hugo Resende            | Claudinho                               |
| Gisele Fróes            | Tatiana Junqueira                       |
| Camilo Bevilacqua       | Oscar Junqueira                         |
| Kiko Mascarenhas        | contratante de anúncio da Razzle Dazzle |
| Pathy Dejesus           | Celine                                  |
| Maurício Novaes         | Vlad                                    |
| Ana Paula Moraes        | Leninha                                 |
| Murilo Grossi           | Lindolfo                                |
| Eliane Costa            | Luzineide                               |
| Luíza Brunet            | sí misma                                |
| Alexandre Herchcovitch  | sí mismo                                |
| Paulo Zulu              | sí mismo                                |
| André Marques           | sí mismo                                |
| Carlos Manga            | sí mismo                                |
| Dorinha Durval          | sí misma                                |
| Maria Pompeu            | sí misma                                |
| Elisabeth Gasper        | sí misma                                |
| Brigitte Blair          | sí misma                                |
| Eloina                  | sí misma                                |
| Lia Mara                | sí misma                                |
| Lilian Fernandes        | sí misma                                |
| Rosinda Rosa            | sí misma                                |
| Teresa Costelo          | sí misma                                |
| Maria Quitéria          | sí misma                                |
| Lady Hilda              | sí misma                                |
| Vitória Régia           | sí misma                                |
| Daniella Sarahyba       | Modelo Belíssima                        |
| Ana Beatriz Barros      | Modelo Belíssima                        |
| Isabeli Fontana         | Modelo Belíssima                        |
| Ana Cláudia Michels     | Modelo Belíssima                        |
| Caroline Ribeiro        | Modelo Belíssima                        |
| Caroline Trentini       | Modelo da Belíssima                     |
| Raquel Zimmermann       | Modelo Belíssima                        |
| Talytha Pugliasi        | Modelo Belíssima                        |
| Fabiana Semprebom       | Modelo Belíssima                        |
| Jeísa Chiminazzo        | Modelo Belíssima                        |

- Datos: Q2621256